# 白尾秀人
白尾 秀人（しらお ひでひと、1980年9月30日 - ）は、日本の元サッカー選手、サッカー指導者。ポジションはフォワード。

## 来歴
鹿児島県奄美群島の最南端、与論島出身。与論中学校時代にも少しサッカーをやっていたが、1学年上の遠藤保仁（当時桜島中学校）のプレーに衝撃を受けて一旦サッカーから離れ、与論高校入学後に本格的にサッカーを再開し、県選抜にも選ばれた。高校3年の時に国見高校に転校し、小嶺忠敏の指導を受けたことで『サッカーは厳しさの中に面白さ』ということを学んだという。
国士舘大学時代には2000年の関東大学サッカーリーグ得点王にも輝き、ユニバーシアード日本代表の経験がある。当時サッカー部が参加していた日本フットボールリーグ (JFL) にも出場している。
大学卒業後、当時J2だったヴァンフォーレ甲府に加入。3年間プレーした後、土橋宏由樹の誘いもあり、当時北信越1部だった松本山雅FCへ移籍。その後、当時九州リーグ所属だったV・ファーレン長崎及びFC琉球への移籍を繰り返して2008年に引退。
引退後は再び長野県に戻り、東海大付属第三高校、地球環境高校でサッカー部コーチを務めた後、2011年に地球環境高校サッカー部の監督に就任。以後、野沢南高校サッカー部監督を経て上田西高校サッカー部監督に就任。2018年の第96回全国高等学校サッカー選手権大会では上田西高を長野県勢初のベスト4に率いた。

## 所属クラブ
- 茶花小サッカー少年団
- 与論町立与論中学校
- 鹿児島県立与論高校
- 長崎県立国見高校
- 1999年-2002年 国士舘大学
- 2003年-2005年 ヴァンフォーレ甲府
- 2006年 松本山雅FC
- 2006年10月-12月 V・ファーレン長崎
- 2007年 松本山雅FC
- 2008年 FC琉球

## 個人成績
| 国内大会個人成績 | 国内大会個人成績 | 国内大会個人成績 | 国内大会個人成績 | 国内大会個人成績 | 国内大会個人成績 | 国内大会個人成績 | 国内大会個人成績 | 国内大会個人成績 | 国内大会個人成績 | 国内大会個人成績 | 国内大会個人成績 |
| 年度             | クラブ           | 背番号           | リーグ           | リーグ戦         | リーグ戦         | リーグ杯         | リーグ杯         | オープン杯       | オープン杯       | 期間通算         | 期間通算         |
| 年度             | クラブ           | 背番号           | リーグ           | 出場             | 得点             | 出場             | 得点             | 出場             | 得点             | 出場             | 得点             |
| 日本             | 日本             | 日本             | 日本             | リーグ戦         | リーグ戦         | リーグ杯         | リーグ杯         | 天皇杯           | 天皇杯           | 期間通算         | 期間通算         |
| ---------------- | ---------------- | ---------------- | ---------------- | ---------------- | ---------------- | ---------------- | ---------------- | ---------------- | ---------------- | ---------------- | ---------------- |
| 1999             | 国士大           | 28               | JFL              | 2                | 2                | -                | -                | 2                | 2                | 4                | 4                |
| 2000             | 国士大           | 11               | JFL              | 5                | 3                | -                | -                |                  |                  |                  |                  |
| 2001             | 国士大           | 11               | JFL              | 5                | 3                | -                | -                |                  |                  |                  |                  |
| 2002             | 国士大           | 11               | JFL              | 13               | 6                | -                | -                |                  |                  |                  |                  |
| 2003             | 甲府             | 27               | J2               | 12               | 1                | -                | -                | 0                | 0                | 12               | 1                |
| 2004             | 甲府             | 27               | J2               | 8                | 1                | -                | -                | 1                | 0                | 9                | 1                |
| 2005             | 甲府             | 27               | J2               | 3                | 0                | -                | -                | 0                | 0                | 3                | 0                |
| 2006             | 松本             | 11               | 北信越1部        | 14               | 14               | -                | -                | 2                | 1                | 16               | 15               |
| 2006             | 長崎             | 23               | 九州             | 0                | 0                | -                | -                | -                | -                | 0                | 0                |
| 2007             | 松本             | 10               | 北信越1部        | 10               | 8                | -                | -                | -                | -                | 10               | 8                |
| 2008             | 琉球             | 9                | JFL              | 5                | 1                | -                | -                |                  |                  |                  |                  |
| 通算             | 日本             | 日本             | J2               | 23               | 2                | -                | -                | 1                | 0                | 24               | 2                |
| 通算             | 日本             | 日本             | JFL              | 30               | 15               | -                | -                |                  |                  |                  |                  |
| 通算             | 日本             | 日本             | 北信越1部        | 24               | 22               | -                | -                | 2                | 1                | 26               | 23               |
| 通算             | 日本             | 日本             | 九州             | 0                | 0                | -                | -                | -                | -                | 0                | 0                |
| 総通算           | 総通算           | 総通算           | 総通算           | 77               | 39               | -                | -                |                  |                  |                  |                  |

- Jリーグ初出場-2003年3月29日J2・第3節　湘南ベルマーレ戦
- Jリーグ初得点-2003年4月26日J2・第8節　大宮アルディージャ戦

## タイトル・代表歴
- 2000年　関東大学サッカーリーグ得点王
- 2001年　ユニバーシアード(サッカー競技)日本代表

## 指導歴
- 2009年 東海大学付属第三高等学校サッカー部コーチ
- 2010年 地球環境高等学校サッカー部コーチ
- 2011年 - 2012年 地球環境高等学校サッカー部監督
- 2013年 - 2015年 長野県野沢南高等学校サッカー部監督
- 2016年 - 上田西高等学校サッカー部監督